# Liparis lycopodioides
Liparis lycopodioides är en orkidéart som beskrevs av Johannes Jacobus Smith. Liparis lycopodioides ingår i släktet gulyxnen, och familjen orkidéer. Inga underarter finns listade i Catalogue of Life.